# Ursula Baatz

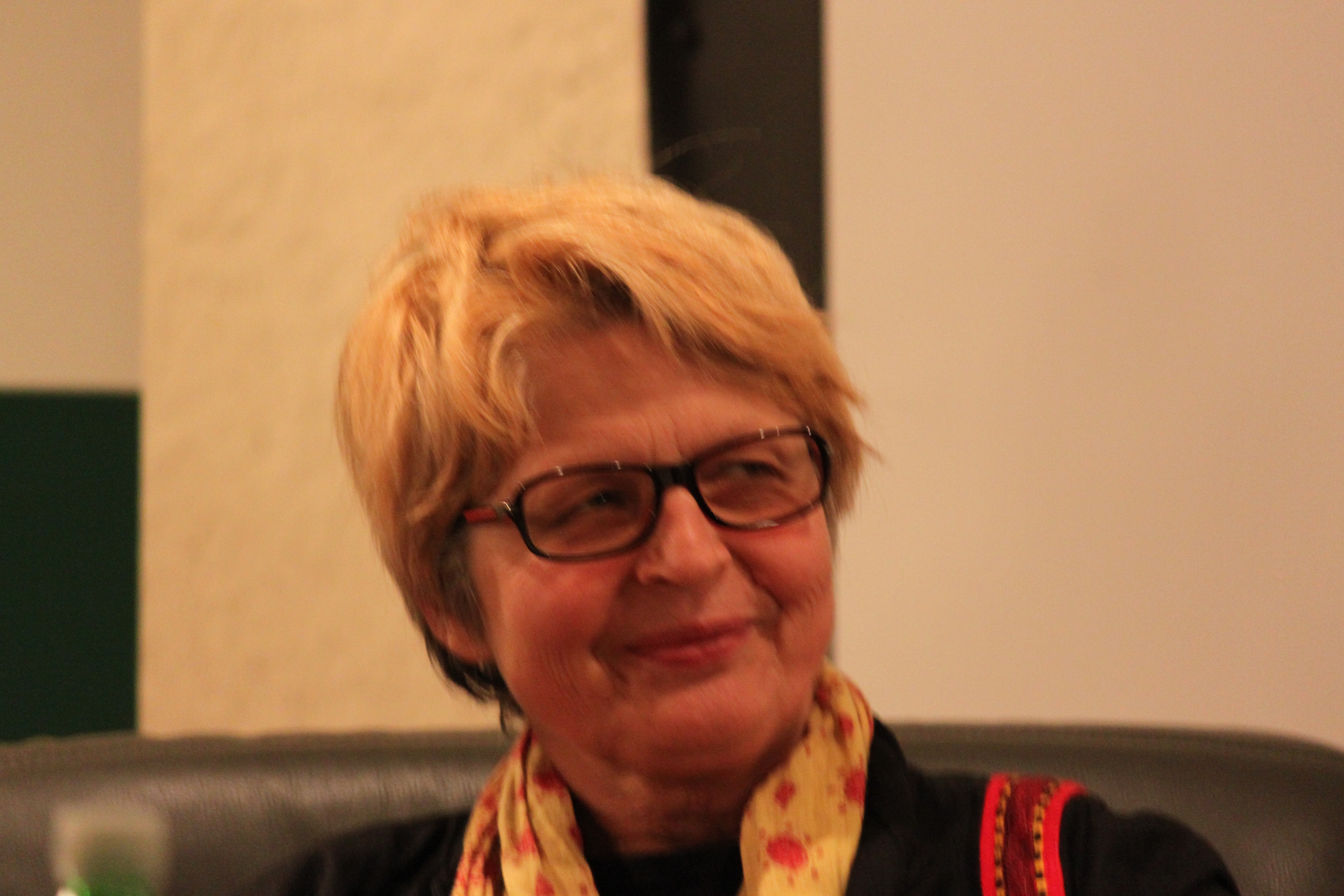
Ursula Baatz (2012)

Ursula Baatz (* 1951 in Wien) ist eine österreichische Autorin und Journalistin. Sie wurde als die Biografin des Zen-Lehrers Hugo Makibi Enomiya-Lassalle bekannt.

## Leben
Baatz studierte Philosophie und unterrichtete anfangs als röm.-kath. Religionslehrerin an einer Volksschule. 1981 promovierte sie an der Universität Wien in Philosophie zum Dr. phil. Baatz hatte Lehraufträge am Institut für Philosophie in Wien zur Buddhismus-Rezeption und an der Evangelisch-Theologischen Fakultät in Wien zur Religionswissenschaft. Von 1974 bis 2011 arbeitete sie als Journalistin beim ORF, hauptsächlich beim Hörfunk Ö1 in den Abteilungen Wissenschaft und Religion.
Baatz machte Reisen nach Asien und ist mit dem Zen verbunden. Sie ist Mitherausgeberin der Polylog-Zeitschrift für interkulturelles Philosophieren.

## Publikationen
- (Hrsg.): Gott näher treten. Begegnung mit dem Ganz Anderen. Herder Verlag, Wien 1990, ISBN 3-210-24995-4.
- mit Wolfgang Müller-Funk (Hrsg.): Vom Ernst des Spiels. Über Spiel und Spieltheorie. Reimer Verlag, Berlin 1993, ISBN 3-496-00428-2.
- Hugo M. Enomiya-Lassalle. Ein Leben zwischen den Welten. Biografie, Benziger Verlag, Zürich 1998, ISBN 3-545-20132-5.
- Buddhismus. Diederichs kompakt, Hugendubel Verlag, Kreuzlingen 2002, ISBN 3-7205-2313-6.
- Hugo M. Enomiya-Lassalle. Jesuit und Zen-Lehrer. Brückenbauer zwischen Ost und West. Herder Verlag, Freiburg im Breisgau 2004, ISBN 3-451-05435-3.
- mit Brigitte Voykowitsch: Benares. Heilige Stadt der vielen Religionen. Patmos Verlag, Düsseldorf 2006, ISBN 3-491-72501-1.
- Bilderstreit 2006: Pressefreiheit? Blasphemie? Globale Politik? Vorwort von Hubert Christian Ehalt, Wiener Vorlesungen Band 122, Picus-Verlag, Wien 2007, ISBN 978-3-85452-522-6.
- Erleuchtung trifft Auferstehung. Zen-Buddhismus und Christentum. Eine Orientierung. Theseus-Verlag, Stuttgart 2009, ISBN 978-3-7831-9528-6.
- Was kann Gott? Wie die neuen Gottesbilder die Welt verändern. edition a, Wien 2010, ISBN 978-3-99001-017-4.

Übersetzungen
- Jitokku [Jittoku] lacht den Mond an. Texte der Zen-Meister. Auswahl, Kommentar und Übersetzung von Baatz, Vorwort von Hugo M. Enomiya-Lassalle, Herder, Wien 1983, ISBN 3-210-24732-3.
- mit Teresa Bencinic u. a.: Leere und Fülle. Zen aus Indien in christlicher Praxis. von Arul M. Arokiasamy, Kösel Verlag, München 1991, ISBN 3-466-20350-3.
- mit Angelika Gilmore: Warum Bodhidharma in den Westen kam oder kann es ein europäisches Zen geben? von Arul M. Arokiasamy, Falk, Seeon 1995, ISBN 3-89568-005-2.

## Audio
- mit Sandra Kreisler: Un-fair trade. CD, Ö1-Sendereihe Radiokolleg, Springer Verlag, Wien 2008.